# 木原慧登
木原 慧登（きはら　けいと、2005年5月11日 - ）は、広島県出身の、日本の柔道選手。階級は73kg級。身長170cm。血液型はA型。組み手は左組み。得意技は大内刈。

## 経歴
柔道は5歳の時に有朋柔道塾で始めた。小学校5年の時に全国小学生学年別柔道大会の45kg超級で3位になった。6年の時には全国小学生学年別柔道大会の50kg超級で優勝した。東海大相模中学1年の時に近代柔道杯で1年先輩の服部辰成などともに活躍して2位になった。2年の時に全国中学校柔道大会個人戦73kg級で優勝すると、団体戦でも2位になった。マルちゃん杯では3位だった。東海大相模高校へ進学すると、インターハイでは決勝で大牟田高校2年の竹市裕亮を破って、1年生ながら優勝を果たした。全国高校選手権では決勝で佐賀商業高校2年の田中龍雅に背負投で敗れて2位、団体戦でも2位にとどまった。2年の時にはインターハイの決勝で竹市を破って2連覇を成し遂げた。世界カデでは決勝でジョージアの選手が河津掛を仕掛けてきたため、反則勝ちで優勝を飾った。全日本ジュニアでも優勝した。全国高校選手権の個人戦では優勝したが、団体戦では2位だった。3年の時にはインターハイの団体戦では決勝の国士舘高校戦で敗れて2位だった。3連覇をかけて臨んだ個人戦では、準決勝で習志野高校3年の高橋叶に小外掛で敗れて3位にとどまり、男子選手のインターハイ史上初となる3連覇は叶わなかった。全日本ジュニアでは準決勝で高橋を合技で破って雪辱を果たすと、決勝でも国士舘大学1年の竹市を崩袈裟固で破って2連覇を成し遂げた。世界ジュニアでは準決勝でアメリカのジャック・ヨネヅカに合技で敗れると、3位決定戦でもタジキスタンのアブバクル・シェロフに技ありで敗れて5位にとどまった。団体戦では準決勝のブラジル戦で敗れて決勝は控えに回ったが、チームは優勝した。2024年には東海大学へ進学すると、全日本ジュニアでは決勝で竹市に技ありで敗れて2位だった。続く世界ジュニアでは決勝で竹市と再戦すると、内股で一本勝ちして優勝した。団体戦でも決勝のフランス戦で反則勝ちするなどしてチームの優勝に貢献した。体重別団体では決勝の明治大学戦で2－2となった後の代表戦で勝利して、チームの優勝に貢献した。グランプリ・リンツでは初戦でモルドバのデニス・ビエルに技ありで敗れた。
IJF世界ランキング(シニア)は826ポイント獲得で66位。ジュニアでは670ポイント獲得で第1位
(25/5/26現在)。

## 戦績
- 2016年 -　全国小学生学年別柔道大会　3位　45kg超級
- 2017年 -　全国小学生学年別柔道大会　優勝　50kg超級
- 2019年 -　近代柔道杯　2位
- 2019年 -　全国中学校柔道大会　個人戦　優勝　団体戦　2位
- 2019年 -　マルちゃん杯　3位
- 2021年 -　インターハイ　個人戦　優勝
- 2022年 -　全国高校選手権　個人戦　2位　団体戦　2位
- 2022年 -　インターハイ　個人戦　優勝　団体戦　2位
- 2022年 -　世界カデ　優勝
- 2022年 -　全日本ジュニア　優勝
- 2023年 -　全国高校選手権　個人戦　優勝　団体戦　2位
- 2023年 -　チェコジュニア国際　3位
- 2023年 -　金鷲旗　2位
- 2023年 -　インターハイ　個人戦　3位　団体戦　2位
- 2023年 -　全日本ジュニア　優勝
- 2023年 - 世界ジュニア　個人戦　5位　団体戦　優勝
- 2024年 - オーストリアジュニア国際　優勝
- 2024年 -　全日本ジュニア　2位
- 2024年 -　世界ジュニア 個人戦　優勝　団体戦　優勝
- 2024年 -　体重別団体　優勝

(出典、JudoInside.com)